# The Girl of the Golden West (film 1930)
The Girl of the Golden West è un film del 1930 diretto da John Francis Dillon.
Tratto dall'omonimo lavoro teatrale di David Belasco del 1905, ha come protagonisti Ann Harding e James Rennie.

## Distribuzione
Prodotto e distribuito dalla Warner Bros., il film uscì nelle sale statunitensi il 12 ottobre 1930.
La pellicola viene considerata perduta.

### Differenti versioni
- La fanciulla del West (The Girl of the Golden West) di Cecil B. DeMille  (Paramount) con Mabel Van Buren, Theodore Roberts (1915)
- The Girl of the Golden West di Edwin Carewe (First National) con Sylvia Breamer, J. Warren Kerrigan  (1923)
- The Girl of the Golden West di John Francis Dillon (WB) con Ann Harding, James Rennie (1930)
- La città dell'oro (The Girl of the Golden West) di Robert Z. Leonard (MGM) con Jeanette MacDonald, Nelson Eddy (1938)